# Гуджара-Пратіхари

Гуджара-Пратіхари (गुर्जर प्रतिहार; приблизно VI ст. —1036) — держава у північній частині Індостану зі столицею у Каннауджі, яка прийшла на зміну державі Харши. Тривалий час змагалася за гегемонію з Раштракутами та Палами. Найбільший розквіт при падає на 830—910 роки. Останній представник загинув у 1036 році під ударами військ Махмуда Газневі.

## Історія
Більшість вчених вважає предками династії племена гуджарів, який у VI році були визнані кшатріями, а надалі стали одним з раджпутських кланів. Попервах вони мешкали на території Малави, ще з періоду розпаду імперії Гуптів. Приблизно у середині VI ст. було створено невелике князівство Гуджарів. З часом влада Гуджарів поширилася на значну частину Мальви. Втім вони не мали змоги протидіяти військам Харши Вармана, тому стали його вірними данниками. Лише після смерті останнього Гуджари здобули незалежність й розпочали активну зовнішню політику. Втім вже у 730-х роках зазнали поразки від Лалітадітьї, володаря кашмірської держави Каркота. Але у 750 році повернули незалежність.
За часів Нагабхати I влада Гуджарів поширилася на Раджастхан, столицею стає Аванті. Водночас територію гуджарів поширюється до Гваліора й сучасного Делі. У 738 році на кордоні Сінду та Раджастхана завдає поразки арабським загарбникам у так званій Битві за Раджастхан. Після цього ймовірно приймає титул махараджихіраджи та пратіхари (охоронець брам). Відтоді династія зветься Гуджара-Пратихари.
За правління махараджахірадж Ватсараджи та Нагабхати II з династіями Пала та Раштракута. Зрештою Гуджара-Пратіхари здобувають перемогу й переносять столицю держави до Каннауджа, колишньої столиці Харши. Гегемонія Пратіхар у північній Індії триває до 910 року. В цей період вони періодично відбивають атаки військ Пала, Раштракутів та арабів.
Від X ст. починається занепад держави, який зумовили внутрішні чвари, посилення раджпутських кланів Чанделів, Чахаманів, Параманів, Сісодіїв, а також відновлення моці династії Пала, й наступ Раштракутів. Зрештою землі роду скоротилися до невеличкої території навколо Каннауджа. 1018 році його пограбував Махмуд Газневід, а у 1036 році загинув останній з Пратіхар.

## Культура
Період відзначається релігійне різнобарв'я: володарі поклонялися Вішну, Шиві, богині Бхагаваті. Гуджара-Пратіхари були основними замовниками численних храмів, переважно в Гуджараті та Раджастхані, зокрема в Саураштрі (храм Сомнатх), Джодхпурі, Абханері, Коті, Індорі, Гваліорі (храм Телі-ка-Мандір), неподалік від Джхансі (сучасний штат Уттар-Прадеш).

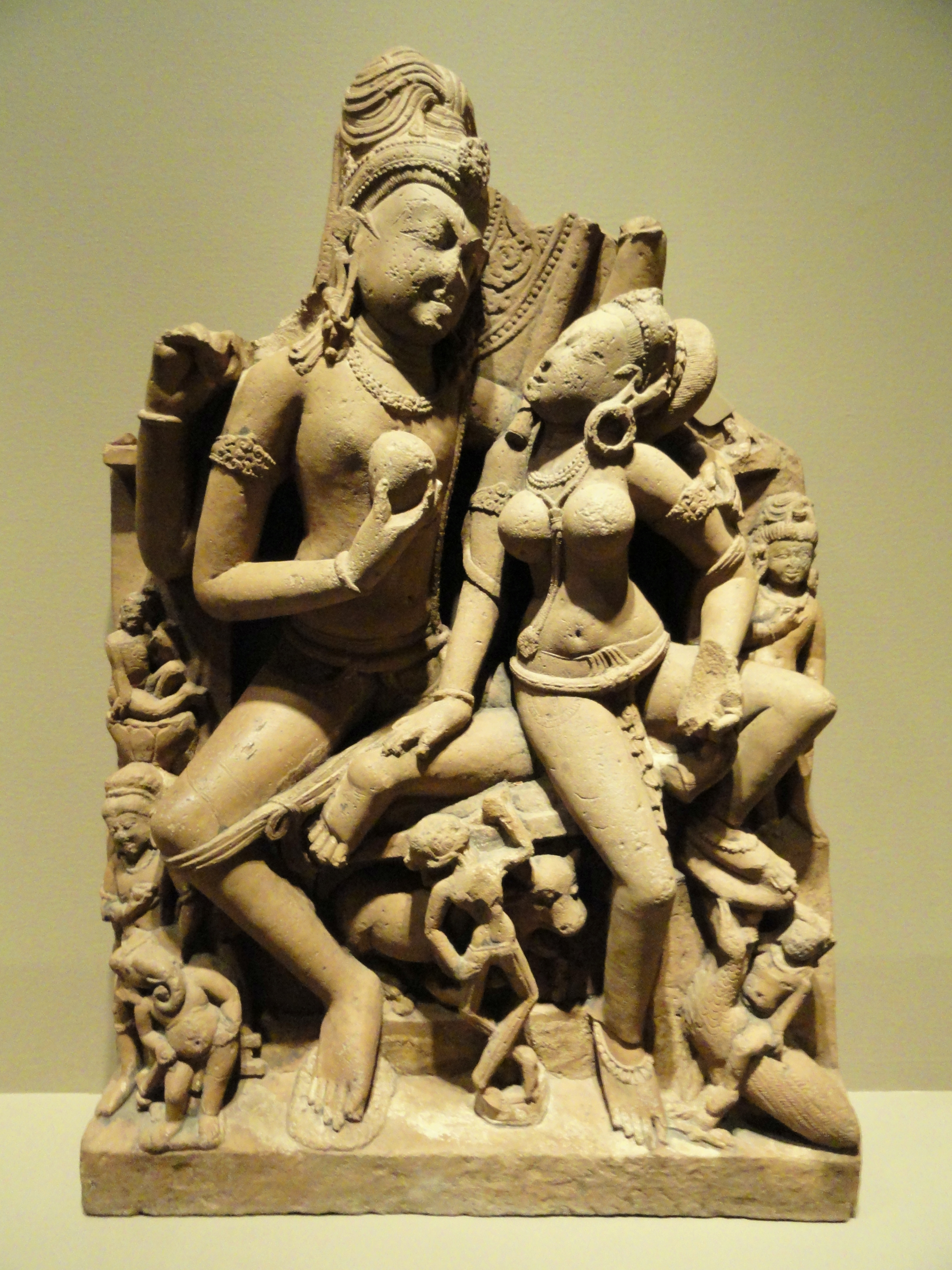
Шива і Парваті. м. Каннаудж

 У цей час набула розвитку скульптура. Головними темами були герої міфології, зокрема вішну, Шива, Лакшмі. Водночас значна частина їх загинула під час мусульманської навали.
Цей період позначений плідною працею придворного поета Раджашекхари.

## Володарі
- Дадда I-II-III (три володаря) 650—750
- Нагабхата I 750—780
- Ватсараджа 780—800
- Нагабхата II 800—833
- Рамабхадра 833—836
- Міхіра Бходжа I 836—885
- Махендрапала I 885—910
- Бходжа II 910—912
- Махіпала I 913—944
- Махендрапала II 944—948
- Девапала 948—954
- Вінаякапала 954—955
- Махіпала II 955—956
- Віджаяпала 956—960
- Раджапала 960—1018
- Трілочанпала 1018—1027
- Джасапала 1024—1036